# A palládium izotópjai
A természetes palládium (Pd) hat stabil izotópból – 102Pd, 104Pd, 105Pd, 106Pd, 108Pd és 110Pd – áll, bár ezek közül kettő elméletileg instabil. A legstabilabb radioaktív izotópok a 107Pd (felezési ideje 6,5 millió év), a 103Pd (17 nap) és a 100Pd (3,63 nap). Huszonhárom további radioizotópját írták le, ezek atomtömege a 90,949 u (91Pd) és 123,937 u (124Pd) tartományba esik. Legtöbbjük felezési ideje – a 101Pd (8,47 óra), 109Pd (13,7 óra) és 112Pd (21 óra) kivételével – fél óránál is kevesebb.
A leggyakoribb 106Pd-nál könnyebb izotópok főként elektronbefogással bomlanak, míg a nehezebbek többnyire béta-bomlóak. Előbbi esetben a bomlástermék elsősorban ródium, utóbbiaknál ezüst.
A radiogén 107Ag a 107Pd bomlásterméke, elsőként a Kalifornia állambeli Santa Clara-i meteoritban mutatták ki 1978-ban. A felfedezők szerint a vasmagot tartalmazó kisbolygók összeállása és differenciálódiása 10 millió évvel egy nukleoszintézissel járó esemény után történt. A Naprendszer kialakulása után egyértelműen megolvadt testekben a 107Pd és Ag közötti korreláció minden bizonnyal arra utal, hogy a korai Naprendszerben rövid életű nuklidok is jelen voltak.
Standard atomtömeg: 106,42(1) u

## Palládium-103
A palládium-103 a palládium egyik radioizotópja, a prosztatarák és a  szemet érintő (ún. uveális) melanoma sugárterápiájában alkalmazzák. Ciklotronban állítható elő palládium-102-ből vagy ródium-103-ból. Felezési ideje 16,99 nap, elektronbefogással ródium-103-ra bomlik, 21 keV energiájú gamma-sugárzást bocsát ki.

## Palládium-107
A 7 hosszú élettartamú hasadási termék közül a palládium-107 rendelkezik a második leghosszabb felezési idővel (6,5 millió év), továbbá ez a legkevésbé radioaktív izotóp (bomlási energiája csak 33 keV, fajlagos aktivitása 5·10−5 Ci/g). Tisztán béta-bomló (nem bocsát ki gamma-sugarakat), bomlásterméke Ag-107.
Az urán-235 termikus neutronokkal történő hasítása során hasadásonként 0,1629%-os arányban keletkezik, ami a jód-129-ének 1/4-e, a Tc-99, Zr-93 és Cs-135 mennyiségének pedig csak 1/40-e. Urán-233-ból valamivel kisebb, Pu-239-ből azonban jóval nagyobb, 3,3%-os mennyiségben keletkezik. Gyors neutronok hatására végbemenő maghasadás vagy nehezebb magok hasadása során nagyobb mennyiségben keletkezik.
A szerint a hasadási termékben a palládium izotópeloszlása (öt év pihentetés után) a következő: 104Pd (16,9%),105Pd (29,3%), 106Pd (21,3%), 107Pd (17%), 108Pd (11,7%) és 110Pd (3,8%). Más forrás szerint a termikus neutronok hatására végbemenő maghasadás során keletkező palládiumban a 107Pd részaránya 9,2% urán-235 hasadásakor, 11,8% urán-233 esetén és 20,4% Pu-239 hasadásakor (és Pu-239-ből mintegy 10-szer annyi palládium keletkezik, mint U-235-ből).

## Táblázat
| nuklid jele | Z(p)                | N(n)                | izotóptömeg (u)     | felezési idő           | bomlási mód(ok)  | leány- izotóp(ok) | magspin  | jellemző izotóp- összetétel (móltört) | természetes ingadozás (móltört) |
| nuklid jele | gerjesztési energia | gerjesztési energia | gerjesztési energia | felezési idő           | bomlási mód(ok)  | leány- izotóp(ok) | magspin  | jellemző izotóp- összetétel (móltört) | természetes ingadozás (móltört) |
| ----------- | ------------------- | ------------------- | ------------------- | ---------------------- | ---------------- | ----------------- | -------- | ------------------------------------- | ------------------------------- |
| 91Pd        | 46                  | 45                  | 90,94911(61)#       | 10# ms [>1,5 µs]       | β+               | 91Rh              | 7/2+#    |                                       |                                 |
| 92Pd        | 46                  | 46                  | 91,94042(54)#       | 1,1(3) s [0,7(+4−2) s] | β+               | 92Rh              | 0+       |                                       |                                 |
| 93Pd        | 46                  | 47                  | 92,93591(43)#       | 1,07(12) s             | β+               | 93Rh              | (9/2+)   |                                       |                                 |
| 93mPd       | 0+X keV             | 0+X keV             | 0+X keV             | 9,3(+25−17) s          |                  |                   |          |                                       |                                 |
| 94Pd        | 46                  | 48                  | 93,92877(43)#       | 9,0(5) s               | β+               | 94Rh              | 0+       |                                       |                                 |
| 94mPd       | 4884,4(5) keV       | 4884,4(5) keV       | 4884,4(5) keV       | 530(10) ns             |                  |                   | (14+)    |                                       |                                 |
| 95Pd        | 46                  | 49                  | 94,92469(43)#       | 10# s                  | β+               | 95Rh              | 9/2+#    |                                       |                                 |
| 95mPd       | 1860(500)# keV      | 1860(500)# keV      | 1860(500)# keV      | 13,3(3) s              | β+ (94,1%)       | 95Rh              | (21/2+)  |                                       |                                 |
| 95mPd       | 1860(500)# keV      | 1860(500)# keV      | 1860(500)# keV      | 13,3(3) s              | IT (5%)          | 95Pd              | (21/2+)  |                                       |                                 |
| 95mPd       | 1860(500)# keV      | 1860(500)# keV      | 1860(500)# keV      | 13,3(3) s              | β+, p (0,9%)     | 94Ru              | (21/2+)  |                                       |                                 |
| 96Pd        | 46                  | 50                  | 95,91816(16)        | 122(2) s               | β+               | 96Rh              | 0+       |                                       |                                 |
| 96mPd       | 2530,8(1) keV       | 2530,8(1) keV       | 2530,8(1) keV       | 1,81(1) µs             |                  |                   | 8+       |                                       |                                 |
| 97Pd        | 46                  | 51                  | 96,91648(32)        | 3,10(9) perc           | β+               | 97Rh              | 5/2+#    |                                       |                                 |
| 98Pd        | 46                  | 52                  | 97,912721(23)       | 17,7(3) perc           | β+               | 98Rh              | 0+       |                                       |                                 |
| 99Pd        | 46                  | 53                  | 98,911768(16)       | 21,4(2) perc           | β+               | 99Rh              | (5/2)+   |                                       |                                 |
| 100Pd       | 46                  | 54                  | 99,908506(12)       | 3,63(9) nap            | EC               | 100Rh             | 0+       |                                       |                                 |
| 101Pd       | 46                  | 55                  | 100,908289(19)      | 8,47(6) óra            | β+               | 101Rh             | 5/2+     |                                       |                                 |
| 102Pd       | 46                  | 56                  | 101,905609(3)       | Látszólag stabil       | Látszólag stabil | Látszólag stabil  | 0+       | 0,0102(1)                             |                                 |
| 103Pd       | 46                  | 57                  | 102,906087(3)       | 16,991(19) nap         | EC               | 103Rh             | 5/2+     |                                       |                                 |
| 103mPd      | 784,79(10) keV      | 784,79(10) keV      | 784,79(10) keV      | 25(2) ns               |                  |                   | 11/2−    |                                       |                                 |
| 104Pd       | 46                  | 58                  | 103,904036(4)       | Stabil                 | Stabil           | Stabil            | 0+       | 0,1114(8)                             |                                 |
| 105Pd       | 46                  | 59                  | 104,905085(4)       | Stabil                 | Stabil           | Stabil            | 5/2+     | 0,2233(8)                             |                                 |
| 106Pd       | 46                  | 60                  | 105,903486(4)       | Stabil                 | Stabil           | Stabil            | 0+       | 0,2733(3)                             |                                 |
| 107Pd       | 46                  | 61                  | 106,905133(4)       | 6,5(3)·106 év          | β−               | 107Ag             | 5/2+     |                                       |                                 |
| 107m1Pd     | 115,74(12) keV      | 115,74(12) keV      | 115,74(12) keV      | 0,85(10) µs            |                  |                   | 1/2+     |                                       |                                 |
| 107m2Pd     | 214,6(3) keV        | 214,6(3) keV        | 214,6(3) keV        | 21,3(5) s              | IT               | 107Pd             | 11/2−    |                                       |                                 |
| 108Pd       | 46                  | 62                  | 107,903892(4)       | Stabil                 | Stabil           | Stabil            | 0+       | 0,2646(9)                             |                                 |
| 109Pd       | 46                  | 63                  | 108,905950(4)       | 13,7012(24) óra        | β−               | 109mAg            | 5/2+     |                                       |                                 |
| 109m1Pd     | 113,400(10) keV     | 113,400(10) keV     | 113,400(10) keV     | 380(50) ns             |                  |                   | 1/2+     |                                       |                                 |
| 109m2Pd     | 188,990(10) keV     | 188,990(10) keV     | 188,990(10) keV     | 4,696(3) perc          | IT               | 109Pd             | 11/2−    |                                       |                                 |
| 110Pd       | 46                  | 64                  | 109,905153(12)      | Látszólag stabil       | Látszólag stabil | Látszólag stabil  | 0+       | 0,1172(9)                             |                                 |
| 111Pd       | 46                  | 65                  | 110,907671(12)      | 23,4(2) perc           | β−               | 111mAg            | 5/2+     |                                       |                                 |
| 111mPd      | 172,18(8) keV       | 172,18(8) keV       | 172,18(8) keV       | 5,5(1) óra             | IT               | 111Pd             | 11/2−    |                                       |                                 |
| 111mPd      | 172,18(8) keV       | 172,18(8) keV       | 172,18(8) keV       | 5,5(1) óra             | β−               | 111mAg            | 11/2−    |                                       |                                 |
| 112Pd       | 46                  | 66                  | 111,907314(19)      | 21,03(5) óra           | β−               | 112Ag             | 0+       |                                       |                                 |
| 113Pd       | 46                  | 67                  | 112,91015(4)        | 93(5) s                | β−               | 113mAg            | (5/2+)   |                                       |                                 |
| 113mPd      | 81,1(3) keV         | 81,1(3) keV         | 81,1(3) keV         | 0,3(1) s               | IT               | 113Pd             | (9/2−)   |                                       |                                 |
| 114Pd       | 46                  | 68                  | 113,910363(25)      | 2,42(6) perc           | β−               | 114Ag             | 0+       |                                       |                                 |
| 115Pd       | 46                  | 69                  | 114,91368(7)        | 25(2) s                | β−               | 115mAg            | (5/2+)#  |                                       |                                 |
| 115mPd      | 89,18(25) keV       | 89,18(25) keV       | 89,18(25) keV       | 50(3) s                | β− (92%)         | 115Ag             | (11/2−)# |                                       |                                 |
| 115mPd      | 89,18(25) keV       | 89,18(25) keV       | 89,18(25) keV       | 50(3) s                | IT (8%)          | 115Pd             | (11/2−)# |                                       |                                 |
| 116Pd       | 46                  | 70                  | 115,91416(6)        | 11,8(4) s              | β−               | 116Ag             | 0+       |                                       |                                 |
| 117Pd       | 46                  | 71                  | 116,91784(6)        | 4,3(3) s               | β−               | 117mAg            | (5/2+)   |                                       |                                 |
| 117mPd      | 203,2(3) keV        | 203,2(3) keV        | 203,2(3) keV        | 19,1(7) ms             | IT               | 117Pd             | (11/2−)# |                                       |                                 |
| 118Pd       | 46                  | 72                  | 117,91898(23)       | 1,9(1) s               | β−               | 118Ag             | 0+       |                                       |                                 |
| 119Pd       | 46                  | 73                  | 118,92311(32)#      | 0,92(13) s             | β−               | 119Ag             |          |                                       |                                 |
| 120Pd       | 46                  | 74                  | 119,92469(13)       | 0,5(1) s               | β−               | 120Ag             | 0+       |                                       |                                 |
| 121Pd       | 46                  | 75                  | 120,92887(54)#      | 400# ms [>300 ns]      | β−               | 121Ag             |          |                                       |                                 |
| 122Pd       | 46                  | 76                  | 121,93055(43)#      | 300# ms [>300 ns]      | β−               | 122Ag             | 0+       |                                       |                                 |
| 123Pd       | 46                  | 77                  | 122,93493(64)#      | 200# ms [>300 ns]      | β−               | 123Ag             |          |                                       |                                 |
| 124Pd       | 46                  | 78                  | 123,93688(54)#      | 100# ms [>300 ns]      |                  |                   | 0+       |                                       |                                 |
| 125Pd       | 46                  | 79                  |                     |                        |                  |                   |          |                                       |                                 |
| 126Pd       | 46                  | 80                  |                     |                        |                  |                   | 0+       |                                       |                                 |
| 126m1Pd     | 2023 keV            | 2023 keV            | 2023 keV            | 330 ns                 | IT               | 126Pd             | 5-       |                                       |                                 |
| 126m2Pd     | 2110 keV            | 2110 keV            | 2110 keV            | 440 ns                 | IT               | 126m1Pd           | 7-       |                                       |                                 |
| 128Pd       | 46                  | 82                  |                     |                        |                  |                   | 0+       |                                       |                                 |
| 128mPd      | 2151 keV            | 2151 keV            | 2151 keV            | 5.8 µs                 | IT               | 128Pd             | 8+       |                                       |                                 |

1. ↑  Rövidítések:
EC: Elektronbefogás
IT: Izomer átmenet
2. ↑  A stabil izotópok félkövérrel vannak kiemelve
3. ↑  A várakozások szerint β+β+-bomlással 102Ru-vé alakul
4. ↑  A gyógyászatban használják
5. 1 2 3 4  Elméletileg spontán maghasadásra képes
6. 1 2 3 4 5  Hasadási termék
7. ↑  Hosszú felezési idejű hasadási termék
8. ↑  A várakozások szerint β−β−-bomlással 110Cd-zé alakul több mint 6·1017 év felezési idővel

## Fordítás
Ez a szócikk részben vagy egészben  az   Isotopes of palladium című angol Wikipédia-szócikk ezen változatának fordításán alapul.  Az eredeti cikk szerkesztőit annak laptörténete sorolja fel. Ez a jelzés csupán a megfogalmazás eredetét és a szerzői jogokat jelzi, nem szolgál a cikkben szereplő információk forrásmegjelöléseként.